# Pont d'Aulnay
Situé sur le territoire de Bondy (Seine-Saint-Denis), à environ 1,2 km au sud de la limite avec Aulnay-sous-Bois, le pont d'Aulnay franchit le canal de l'Ourcq le long de l'ex-RN3.

## Accès
Ce pont permet à la route départementale 41, appelée route d'Aulnay à cet endroit, de relier la commune d'Aulnay-sous-Bois au nord du canal, à l'avenue du Général-Gallieni à Bondy, côté sud, dans l'axe de la rue Auguste-Polissard. Sa numérotation officielle est pont routier n°361.

## Historique et description
La construction du pont d'Aulnay est antérieure à 1871 ; un cliché d'Hippolyte Blancard le représente pendant la guerre de 1870. 
Le pont actuel est doublé d'une passerelle métallique destinée au franchissement du canal par une canalisation de distribution d'eau potable. Cette passerelle est réhabilitée en 2012.